# Kazimierz Kordylewski
Kazimierz Kordylewski (ur. 11 października 1903 w Poznaniu, zm. 11 marca 1981) – polski astronom.

## Życiorys

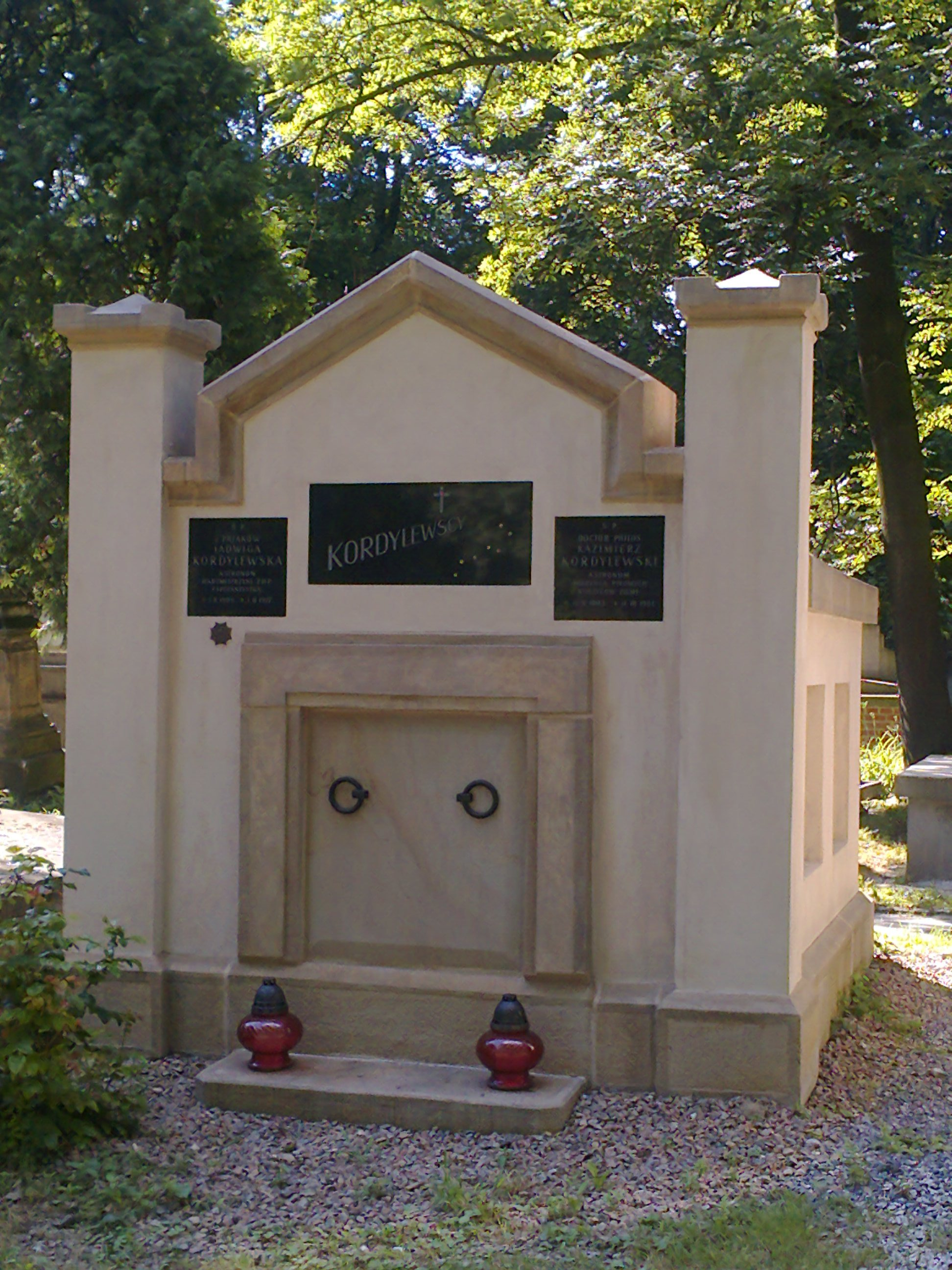
Grobowiec rodzinny Kordylewskich

Urodził się 11 października 1903 roku w rzemieślniczej rodzinie w Poznaniu. Jego rodzicami byli Władysław i Franciszka z domu Woroch.
W 1922 roku zdał maturę w Gimnazjum im. św. Marii Magdaleny w Poznaniu. W tym samym roku rozpoczął studia astronomii na Uniwersytecie Poznańskim. Od 1924 studia kontynuował w Krakowie na Uniwersytecie Jagiellońskim, równocześnie podejmując pracę asystenta w kierowanym przez prof. Tadeusza Banachiewicza uniwersyteckim obserwatorium. W 1926 uzyskał absolutorium. Skupił się na obserwacji gwiazd zmiennych. W tym samym roku odkrył gwiazdę Tau Corvi.
Od 1928 był członkiem Międzynarodowej Unii Astronomicznej. Pracował w Komisji Gwiazd Zmiennych oraz Komisji Świecenia Nieba Nocnego.
Był członkiem założycielem reaktywowanego w Krakowie na przełomie 1947/1948 Polskiego Towarzystwa Miłośników Astronomii, wydającego czasopismo „Urania”.
Pod koniec lat 50. XX wieku założył kartotekę minimów gwiazd zaćmieniowych (potem kontynuowaną przez Jerzego Kreinera). Twierdził, że w roku 1961 odkrył pyłowe księżyce Ziemi (księżyce Kordylewskiego) w punktach Lagrange’a układu Ziemia–Księżyc. Chciał aby nazwano je Księżycami Polskimi. Dla sprawdzenia tych zjawisk zorganizował między innymi w latach 1966, 1973 i 1974 trzy wyprawy morskie na wody równikowe.
Został odznaczony Brązowym Medalem NASA w 1972, w 1973 Złotym Krzyżem Zasługi, w 1974 Medalem Komisji Edukacji Narodowej oraz Medalem 500-lecia Urodzin Kopernika, w 1979 Krzyżem Kawalerskim Orderu Polonia Restituta.
W 1929 r. poślubił Jadwigę Pająkównę. Miał z nią czwórkę dzieci: Jerzego, Zbigniewa, Wandę Kordylewską-Dutkę i Leszka. Zbigniew Kordylewski został pracownikiem naukowym Zakładu Fizyki Słońca Centrum Badań Kosmicznych PAN we Wrocławiu.
Został pochowany na cmentarzu Rakowickim w Krakowie, w pasie 25, niedaleko od grobu Józefa Dietla. Znakiem rozpoznawczym grobowca są wyryte gwiazdy Wielkiego Wozu.
W 1985 roku jego nazwiskiem nazwano ulicę w Krakowie. Od 9 października 2004 roku jest patronem Młodzieżowego Obserwatorium Astronomicznego w Niepołomicach.